# Прогрессивная партия Канады
Прогрессивная партия Канады (англ. Progressive Party of Canada, фр. Parti progressiste du Canada) — канадская федеральная политическая партия, существовавшая в 1920—1930 годах. Основана в 1920 году Томасом Крераром, бывшим либеральным юнионистом и министром сельского хозяйства в правительства Роберта Бордена. Однако её истоки лежат в движении объединённых фермеров (англ. United Farmers), которое возникло вскоре после окончания Первой мировой войны в знак протеста против поддерживаемых Юнионистской партией высоких таможенных пошлин на импорт, которые наносили ущерб фермерам.
Как и движение объединённых фермеров, партия была активна в основном в западных сельскохозяйственных провинциях — Альберте, Манитобе и Саскачеване, а также (в меньшей степени) в Онтарио. С ней были связаны две провинциальные политические партии — Прогрессивная партия Манитобы и Прогрессивная партия Саскачевана, а также партия Объединённые фермеры Онтарио, (в 1919—1923 годах формировала правительство провинции), Объединённые фермеры Альберты (с 1921 года формировала правительство провинции) и ряд менее влиятельных фермерских движений в других провинциях.

## Истоки
Истоки идеологии Прогрессивной партии можно проследить ещё во второй половине XIX века. Наиболее важной проблемой для фермеров Западной Канады в то время был вопрос о свободной торговле с Соединенными Штатами. В США фермеры закупали сельскохозяйственное оборудование и в США же продавали основную часть своей продукции. Первый премьер-министр Канады Джон Макдональд придерживался политики протекционизма (его программа получила название (Национальной политики). Только после 1896 года, когда к власти пришла Либеральная партия Канады во главе с Уилфридом Лорье, протекционистские тарифы были частично отменены, что обеспечило либералам поддержку фермеров. Однако после Первой мировой войны Либеральная партия (которую по-прежнему возглавлял Лорье) изменила свою позицию, и стала выступать в поддержку протекционизма. Таким образом, обе крупнейшие политические партии страны (Либеральная и Консервативная) перестали отвечать интересам канадских фермеров, что вынудило их организовывать свои политические силы.
Первыми организациями фермеров стали Ассоциация производителей зерна Манитобы и Ассоциация фермеров Альберты (с 1909 года — Объединённые фермеры Альберты). Их идеология была смесью заимствованного из США прогрессивизма и заимствованного из Великобритании фабианского социализма. Главным органом фермерского движения стал журнал The Grain Growers' Guide.
В 1911 году фермерское движение провело первое мероприятие федерального масштаба, организовав поход фермеров на Оттаву. В 1914 году фермерское движение вышло за пределы Западной Канады — была основана организация Объединённые фермеры Онтарио. В 1917 году появились Объединённые фермеры Британской Колумбии. Тем не менее, на федеральном уровне фермерское движение по-прежнему не имело единой организации.
Рост политической активности фермерских организаций начался после Первой мировой войны, сначала на уровне провинций, а затем — и на федеральном уровне. Объединенные фермеры Онтарио участвовали в провинциальных выборах 1919 года, на которых неожиданно одержали победу и сформировали правительство. Успех ОФО на выборах показал, что фермерское движение пользуется большой популярностью в масштабах всей страны, а не только среди фермеров Запада, и имеет реальные шансы на успех на федеральных выборах.
В 1919 и 1920 годах несколько кандидатов Объединённых фермеров прошли в Палату общин Канады на довыборах. В преддверии парламентских выборов 1921 года встал вопрос об организации федеральной партии на основе фермерского движения. Такой партией и стала Прогрессивная партия.

## История партии

### Основание
В июне 1919 года манитобец Томас Крерар, бывший член Либеральной партии и министр сельского хозяйства юнионистского кабинета Роберта Бордена, ушёл из правительства. Причиной его ухода было несогласие с бюджетом, представленным министром финансов Томасом Уайтом и предполагающим введение высокого протекционистского тарифа. Вместе с Джоном Арчибальдом Махаргом, а также ещё восемью депутатами-юнионистами, Крерар объявил о создании новой партии, получившей название Прогрессивной.
Новая партия была однозначно поддержана лидерами фермеров Саскачевана и Манитобы: провинциальные организации объединённых фермеров были преобразованы в отделения Прогрессивной партии. В большинстве других провинций местные организации фермеров поддержали прогрессистов. Лишь президент Объединённых фермеров Альберты Генри Уайз Вуд выступил против превращения политического движения фермеров в единую федеральную партию. Будучи уроженцем США, Вуд в молодости был сторонником Популистской партии. Его политический опыт привёл его к убеждению в том, что «третьи партии» неэффективны, и преобразование объединённых фермеров в партию приведёт к расколу движения, в связи с чем он считал нужным сохранить текущее положение дел, когда фермеры каждой провинции действовали самостоятельно. Более того, он выступал не был сторонником партийной системы как таковой, предпочитая ей «кооперативную демократию». Противоречия между сторонниками Вуда и Крерара стали одной из основных проблем партии на протяжении всей её истории. Тем не менее, впоследствии сторонники Вуда поддержали Прогрессивную партию на выборах.
Первый съезд Прогрессивной партии состоялся 3 марта 1920 года, в нём участвовало 12 депутатов Палаты общин от Юнионистской партии. В ходе съезда лидером партии был избран Томас Крерар. Первоначально Крерар не мог заручиться поддержкой Канадского совета по сельскому хозяйству в создании федеральной партийной структуры. В связи с этим в первый год своего существования партия не имела структуры на федеральном уровне: на уровне провинций её представляли местные организации фермеров, а в Палате общин — фракция во главе с Крераром. Лишь в 1921 году Канадский совет по сельскому хозяйству одобрил кандидатуру Крерара на пост лидера, после чего началось создание федеральной партийной структуры.

### Успех на выборах
Отсутствие партийной структуры не помешало Прогрессивной партии занять второе место на федеральных выборах 1921 года, получив 58 из 235 мест в Палате общин. Ряд кандидатов-прогрессистов выступали независимо от центрального партийного руководства, в частности не получая от него никакой финансовой или организационной поддержки. Тем не менее, они также были включены в парламентскую фракцию прогрессистов, что сделало её второй по величине силой в парламенте после Либеральной партии.
Наибольшего успеха партия достигла в Онтарио (где с 1919 года у власти было правительство местных Объединённых фермеров) и Альберте (где местные фермеры пришли к власти в 1921 году). В Онтарио прогрессисты получили 24 из 81 мест Палате общин (второе место по провинции), однако партийное руководство оценило этот результат как неутешительный, из-за большого отставания от занявших первое место либералов. В Альберте в Палату общин было избрано 10 депутатов от местных Объединённых фермеров, ещё два места заняли союзные прогрессистам лейбористы. В Приморских провинциях Прогрессивная партия получила значительное число голосов, но из-за мажоритарной системы им удалось выиграть только одно место в Нью-Брансуике. В Британской Колумбии партия получила пять мест.
После выборов в партии произошёл раскол. Группа бывших либералов во главе с Крераром считала необходимым формирование коалиционного правительства с занявшей первое место на выборах Либеральной партией. Против этого выступали радикальные депутаты-фермеры из Альберты (сторонники Вуда) и Квебека, считавшие, что Прогрессивная партия должна остаться децентрализованной, позволив местным фермерским организациям действовать независимо. В итоге обе группировки пришли к компромиссу, решив отказаться от признания Прогрессивной партии официальной оппозицией (обычно это право предоставляется партии, занявшей на выборах второе место). Официальной оппозицией стала занявшее третье место Консервативная партия.

### Упадок
Лидер прогрессистов Т. Крерар попытался усилить партийное единство, усилив федеральную партийную структуру и введя должность кнута (парламентского организатора) партии в Палате общин. Однако, из-за оппозиции со стороны сторонников Вуда, он был вынужден в 1922 году уйти в отставку. Новым лидером стал Роберт Форке, также экс-либерал, который занимал схожую с Крераром позицию — и, таким образом, также расходившийся во взглядах с прогрессистами-радикалами из Альберты. В связи с этим депутаты от Объединённых фермеров Альберты, некоторые другие фермерские депутаты, а также три депутата-лейбориста (Джеймс Шейвер Вудсворт , Уильям Ирвин и Джозеф Твид Шоу) вышли из фракции прогрессистов, создав собственную фракцию — «Рыжую группу» (Ginger Group).
Ещё одним недостатком Форке было то, что на посту лидера он (в отличие от Крерара) уделял внимание только западным провинциям, из-за чего Прогрессивная партия лишилась поддержки в Восточной Канаде. Из-за этого на выборах 1925 года прогрессисты потеряли большую часть своих мест в Онтарио, несколько компенсировав это успехом в Альберте. Всего на этих выборах партия получила 22 места.
30 июня 1926 года Форке подал в отставку с поста лидера Прогрессивной партии. На следующих выборах 1926 года он и ряд его сторонников баллотировались в блоке с Либеральной партией как «либерал-прогрессисты». По итогам выборов в Палату общин попало 7 либерал-прогрессистов, которые вошли в коалицию с либералами, позволив Уильяму Лайону Макензи Кингу создать устойчивое правительство меньшинства. Форке вошел в кабинет Макензи Кинга в качестве министра иммиграции и колонизации.
После отставки Форке Прогрессивная партия фактически распалась. Кандидаты Объединённых фермеров Альберты на всех следующих выборах баллотировались уже не от Прогрессивной партии, а самостоятельно. На выборах 1926 года в парламент попало 11 депутатов от ОФА, а в 1930 году — девять депутатов. В парламенте большинство альбертских фермеров присоединилось к «Рыжей группе», а в 1932 году вошло в состав Кооперативной федерации Содружества.
Тем не менее, и после распада партии ряд депутатов были избраны в Палату общин как прогрессисты. На выборах 1930 года ими стали Милтон Нил Кэмпбелл и Арчибальд М. Кармайкл из Саскачевана, а также Агнес Макфейл из Онтарио. В 1935 году Макфейл успешно баллотировалась в парламент как кандидат от Объединённых фермеров Онтарио. В 1940 году она снова пыталась переизбраться как фермерский кандидат, но потерпела поражение.

## Лидеры партии
- Томас Крерар (1920—1922)
- Роберт Форке[англ.] (1922—1926)
- вакансия (с 1926)

### Результаты Прогрессивной партии и её союзников (Объединённые фермеры, лейбористы) на выборах

#### Общие результаты
| Выборы | Лидеры       | Кандидатов выдвинуто | Мест получено | Число голосов | Процент голосов |
| ------ | ------------ | -------------------- | ------------- | ------------- | --------------- |
| 1921   | Томас Крерар | 137                  | 58            | 658,976       | 21.09%          |
| 1925   | Роберт Форке | 68                   | 22            | 266,319       | 8.45%           |
| 1926   |              | 28                   | 11            | 128,060       | 3.93%           |
| 1930   |              | 15                   | 3             | 70,822        | 1.82%           |

#### 1921
| Партия                                                                    | Партия                        | Лидер                   | Выдвинуто кандидатов | Получено мест | Получено мест | Получено мест | Получено голосов | Получено голосов | Получено голосов |
| ------------------------------------------------------------------------- | ----------------------------- | ----------------------- | -------------------- | ------------- | ------------- | ------------- | ---------------- | ---------------- | ---------------- |
| Партия                                                                    | Партия                        | Лидер                   | Выдвинуто кандидатов | 1917          | Избрано       | Разница       | #                | %                | Разница          |
|                                                                           | Прогрессивная                 | Томас Крерар            | 137                  | *             | 58            | *             | 658,976          | 21.09%           | *                |
|                                                                           | Лейбористская                 | Джеймс Шейвер Вудсворт  | 28                   | -             | 3             |               | 85,388           | 2.73%            | +0.90            |
|                                                                           | Объединённые фермеры Альберты |                         | 2                    | *             | 2             | *             | 22,251           | 0.71%            | *                |
|                                                                           | Объединённые фермеры Онтарио  |                         | 1                    | *             | 1             | *             | 3,919            | 0.13%            | *                |
|                                                                           | Независимый прогрессист       | Независимый прогрессист | 1                    | *             | 1             | *             | 3,309            | 0.115%           | *                |
|                                                                           | Социалистическая              |                         | 1                    | *             | -             | *             | 3,094            | 0.10%            | *                |
| Всего                                                                     | Всего                         | Всего                   | 170                  | -             | 65            | -             | 776,397          | 24.875%          |                  |
| Sources: http://www.elections.ca -- History of Federal Ridings since 1867 |                               |                         |                      |               |               |               |                  |                  |                  |

#### 1925
| Партия                                                                    | Партия                        | Лидер                   | Выдвинуто кандидатов | Получено мест | Получено мест | Получено мест | Получено голосов | Получено голосов | Получено голосов |
| ------------------------------------------------------------------------- | ----------------------------- | ----------------------- | -------------------- | ------------- | ------------- | ------------- | ---------------- | ---------------- | ---------------- |
| Партия                                                                    | Партия                        | Лидер                   | Выдвинуто кандидатов | 1921          | Избрано       | Разница       | #                | %                | Разница          |
|                                                                           | Прогрессивная                 | Роберт Форке            | 68                   | 58            | 22            | −62.1%        | 266,319          | 8.45%            | −12.65           |
|                                                                           | Лейбористская                 | Джеймс Шейвер Вудсворт  | 20                   | 3             | 2             | −33.3%        | 56,987           | 1.81%            | −0.93            |
|                                                                           | Объединённые фермеры Альберты |                         | 2                    | 2             | 2             | -             | 8,053            | 0.26%            | −0.46            |
|                                                                           | Labour-Farmer                 |                         | 2                    | *             | -             | *             | 4,774            | 0.15%            | *                |
|                                                                           | Независимый лейборист         |                         | 1                    | *             | -             | *             | 2,901            | 0.09%            | *                |
|                                                                           | Социалистическая              |                         | 1                    | -             | -             | -             | 1,888            | 0.06%            | −0.04            |
|                                                                           | Независимый прогрессист       | Независимый прогрессист | 1                    | 1             | -             | −100%         | 1,768            | 0.06%            | −0.05            |
|                                                                           | Farmer                        |                         | 1                    | *             | -             | *             | 1,130            | 0.04%            | *                |
|                                                                           | Фермер-лейборист              |                         | 1                    | *             | -             | *             | 762              | 0.02%            | *                |
|                                                                           | Объединённые фермеры Онтарио  |                         | -                    | 1**           | -             | -             |                  |                  |                  |
| Всего                                                                     | Всего                         | Всего                   | 97                   | 65            | 26            | -             | 304,582          | 10.94%           |                  |
| Sources: http://www.elections.ca -- History of Federal Ridings since 1867 |                               |                         |                      |               |               |               |                  |                  |                  |

Примечания:
* партия не участвовала в предыдущих выборах
** Роберт Генри Халберт был избран в 1921 году как депутат от Объединённых фермеров Онтарио. В 1925 году баллотировался на переизбрание как прогрессист, но потерпел поражение.

#### 1930
| Партия                                                                    | Партия                        | Лидер                   | Выдвинуто кандидатов | Получено мест | Получено мест | Получено мест | Получено голосов | Получено голосов | Получено голосов |
| ------------------------------------------------------------------------- | ----------------------------- | ----------------------- | -------------------- | ------------- | ------------- | ------------- | ---------------- | ---------------- | ---------------- |
| Партия                                                                    | Партия                        | Лидер                   | Выдвинуто кандидатов | 1926          | Избрано       | Разница       | #                | %                | Разница          |
|                                                                           | Объединённые фермеры Альберты |                         | 10                   | 11            | 9             | −18.2%        | 56,968           | 1.46%            | −0.55            |
|                                                                           | Прогрессивная                 |                         | 15                   | 11            | 3             | −72.7%        | 70,822           | 1.82%            | −2.41            |
|                                                                           | Лейбористская                 | Джеймс Шейвер Вудсворт  | 8                    | 4             | 2             | −50.0%        | 26,548           | 0.68%            | −0.95            |
|                                                                           | Независимый Лейборист         | Независимый Лейборист   | 2                    | *             | 1             | *             | 15,988           | 0.41%            | *                |
|                                                                           | Фермер                        |                         | 5                    | *             | -             | *             | 11,999           | 0.31%            | *                |
|                                                                           | Лейборист-фермер              |                         | 2                    | -             | -             | -             | 3,276            | 0.08%            | +0.04            |
|                                                                           | Фермер-лейборист              |                         | 1                    | *             | -             | *             | 2,091            | 0.05%            | *                |
|                                                                           | Независимый прогрессист       | Независимый прогрессист | 1                    | *             | -             | *             | 1,294            | 0.03%            | *                |
|                                                                           | Объединённые фермеры Онтарио  |                         | -                    | 1**           |               | *             |                  |                  | *                |
| Всего                                                                     | Всего                         | Всего                   | 44                   | 26            | 15            | -             | 188,926          | 4.84%            |                  |
| Sources: http://www.elections.ca -- History of Federal Ridings since 1867 |                               |                         |                      |               |               |               |                  |                  |                  |

* партия не участвовала в предыдущих выборах
х — менее 0,005 % голосов избирателей
* партия не выдвигала кандидатов на предыдущих выборах.
** Бенайя Боумен был в 1926 году избран депутатом от Объединённых фермеров Онтарио. В 1930 году он баллотировался на переизбрание как либерал, но потерпел поражение.

#### 1935
| Партия                                                                    | Партия                                 | Лидер                 | Выдвинуто кандидатов | Получено мест | Получено мест | Получено мест | Получено голосов | Получено голосов | Получено голосов |
| ------------------------------------------------------------------------- | -------------------------------------- | --------------------- | -------------------- | ------------- | ------------- | ------------- | ---------------- | ---------------- | ---------------- |
| Партия                                                                    | Партия                                 | Лидер                 | Выдвинуто кандидатов | 1930          | Избрано       | Разница       | #                | %                | Разница          |
|                                                                           | Объединённые фермеры Онтарио-Лейборист |                       | 1                    | -             | 1**           |               | 7,210            | 0,39 %           | +0.16            |
|                                                                           | Лейборист                              |                       | 5                    | 2***          | -             | −100 %        | 14,423           | 0.33 %           | −0.35            |
|                                                                           | Социалистическая                       |                       | 1                    | *             | -             | *             | 251              | 0,01 %           | *                |
|                                                                           | Независимый лейборист                  | Независимый лейборист | 1                    | 1***          | -             | -             | 221              | 0.01 %           | −0.41            |
|                                                                           | Объединённые фермеры Альберты          |                       | -                    | 9****         | -             | -             |                  |                  |                  |
|                                                                           | Прогрессивная                          |                       | -                    | 3*****        | -             | -             |                  |                  |                  |
| Всего                                                                     | Всего                                  | Всего                 | 8                    | 15            | 1             | -             | 22,105           | 0.74 %           |                  |
| Sources: http://www.elections.ca -- History of Federal Ridings since 1867 |                                        |                       |                      |               |               |               |                  |                  |                  |

* Партия не выдвигала кандидатов на предыдущих выборах.
** Депутат от Прогрессивной партии Агнес Макфейл баллотировалась на переизбрание в качестве кандидата от Объединённых фермеров Онтарио и была избрана.
*** Три лейбористских и независимых лейбористских депутата — Дж. С. Вудсворт, Абрахам Альберт Хипс и Ангус Макиннис успешно переизбрались как кандидаты от Кооперативной федерации Содружества (КФС). Четвертый депутат-лейборист, Хамфри Митчелл, избранный на довыборах в  1931 году, отказался вступить в КФС и вновь баллотироваться на переизбрание в качестве лейбориста, но потерпел поражение. Позже он вступил в Либеральную партию.
**** Из 9 депутатов от Объединенных фермеров Альберты 8 баллотировались на переизбрание от КФС и потерпели поражение, девятый баллотировался от Консервативной партии и также потерпел поражение.
***** Из 3 прогрессивных депутатов, избранных в 1930 году: первый, Агнес Макфейл, баллотировалась в 1935 году в качестве кандидата от Объединённых фермеров Онтарио и была переизбрана; второй, Милтон Нил Кэмпбелл, ушёл в отставку в 1933 году, чтобы стать вице-председателем Тарифного совет Канады, впоследствии вернулся в парламент как либерал; третий, Арчибальд М. Кармайкл, не пошёл на переизбрание в 1935 году.
х — менее 0,005 % голосов избирателей

## Историография
Главный труд по историографии Прогрессивной партии Канады принадлежит У. Л. Мортону — это вышедшая в 1950 году книга «The Progressive Party in Canada», за которую автор получил Премию генерал-губернатора.

## Провинциальные партии
На провинциальном уровне Прогрессивная партия была представлена следующими партиями

### Новая Шотландия
В январе 1920 года после съезда Ассоциации фермеров Новой Шотландии была создана партия Объединённые фермеры Новой Шотландии. В апреле прошёл съезд партии: 300 его делегатов одобрили конституцию UFNA и утвердили печатным органом партии газету «United Farmer’s Guide». На провинциальных выборах 1920 года партия выдвинула 16 кандидатов, 7 из них было избрано. По итогам выборов ОФНШ совместно с Независимой лейбористской партией (4 депутата) сформировали официальную оппозицию. Лидером партии и лидером официальной оппозиции стал Дэниэл Маккензи, успешный фермер и бывший школьный учитель.
Однако уже осенью 1920 году партия начала терять свою популярность: один из её основателей, майор Хью Диксон, потерпел поражение на дополнительных выборах в округе Колчестер. В 1921 году популярность ОФНШ ещё больше упала, когда премьер Новой Шотландии Джордж Генри Мюррей предложил разделить профицит государственного бюджета между депутатами провинциального парламента, и все, кроме одного, депутаты от ОФНШ, приняли это предложение. Вскоре разразился ещё один скандал, когда выяснилось, что лидер оппозиции Маккензи тайно получает от правительства жалование в размере 500 долларов. Эти скандалы привели к массовому выходу людей из партии. К 1925 году Объединенные фермеры Новой Шотландии практически прекратили своё существование.

### Нью-Брансуик
На провинциальных выборах 1920 года было избрано 9 депутатов от Объединённых фермеров и ещё 2 фермера-лейбориста, который сформировали единую фракцию в парламенте. Фермеры поддержали Либеральную партию, позволив ей сформировать правительство меньшинства. На выборах 1925 года местным фермерам не удалось завоевать ни одного места.

### Онтарио
На выборах 1919 года Объединённые фермеры Онтарио одержали победу, премьер-министром стал их лидер Эрнест Чарльз Друри. Однако уже на следующих выборах 1923 года ОФО потерпели поражение, после чего руководство ОФО приняло решение уйти из политики. Переизбранные в 1923 году депутаты Законодательного собрания от ОФО стали именовать себя прогрессистами. На выборах 1934 года прогрессисты во главе с Гарри Никсоном выступили в коалиции с Либеральной партией Онтарио, которую возглавлял бывший член ОФО Митчелл Хепбёрн. Впоследствии все либерал-прогрессисты присоединились к Либеральной партии.

### Манитоба
Прогрессивная партия Манитобы была основана в 1920 году. В 1922 году её лидер Джон Брэкен стал премьер-министром провинции, занимая этот пост дольше всего в истории — 21 год, до 1943 года. В 1932 году партия объединилась с Либеральной партией Манитобы в Либерально-прогрессивную партию. тем не менее, Брэкен как премьер не придерживался партийного принципа при формировании правительства — в него входили не только прогрессисты и либералы, но и консерваторы.
В 1942 году Брэкену предложили стать лидером федеральной Консервативной партии Канады, которая находилась в глубоком кризисе. Он согласился при условии, что партия будет переименована в Прогрессивно-консервативную партию Канады.

### Саскачеван
Прогрессивная партия Саскачевана была основана в 1920 году. На провинциальных выборах 1921 года она выдвинула 7 кандидатов в Законодательное собрание Саскачевана, из которых 6 были избраны. Этого успеха партия добилась несмотря на отсутствие поддержки со стороны Саскачеванской ассоциации зернопроизводителей (САЗ), которая была в тот момент тесно связана с Саскачеванской либеральной партией.
В 1921 году в Саскачеване произошёл политический кризис. Либеральный премьер Уильям Мелвилл Мартин перед федеральными выборами начал активно агитировать за Либеральную партию Канады и против Прогрессивной партии. После этого САЗ, которая всё же симпатизировала прогрессистам, вышла из кабинета Мартина, что привело к его падению. В итоге на федеральных выборах 1921 года прогрессисты завоевали 15 из 16 мест в Саскачеване. Впоследствии САЗ активно помогала прогрессистам, но успех 1921 года они так и не смогли повторить. На провинциальных выборах 1929 года они получили шесть мест, сформировав официальную оппозицию.
На выборах 1929 года Прогрессивная партия заняла лишь третье место, пропустив вперёд возрождённую Консервативную партию Саскачевана. В итоге прогрессистам и консерваторам удалось договориться о формировании коалиционного правительства во главе с лидером консерваторов Джеймсом Томасом Милтоном Андерсоном. Один прогрессист, Реджинальд Стайп был назначен в кабинет Андерсона в качестве министра без портфеля. К следующим выборах 1934 года Прогрессивная партия Саскачевана перестала существовать.
В 1926 году часть радикальных прогрессистов, при поддержке САЗ и Союза фермеров Канады, основала партию Объединённые фермеры Канады. Эта партия позиционировала себя как общеканадская, хотя основную активность развила именно в Саскачеване. Наибольшего успеха она добилась в годы Великой депрессии. В 1934 году Объединённые фермеры Канады стали местным филиалом Кооперативной федерации Содружества.

### Альберта
Объединенные фермеры Альберты были правящей партией в провинции с 1921 по 1935 годы. В отличие от других провинциальных отделений и союзников Прогрессивной партии, ОФА самостоятельно выдвигала кандидатов в депутаты Палаты общин. В 1921 году кандидаты ОФА вошли в состав фракции Прогрессивной партии, в дальнейшем ОФА формировала самостоятельную фракцию в Палате общин.

### Ньюфаундленд
В Ньюфаундленде, который до 1949 году являлся отдельным доминионом, действовала схожая с прогрессистами по идеологии партия Союз защиты рыбаков.